# جون دبليو. كاندلر
جون دبليو. كاندلر هو سياسي أمريكي، ولد في 10 فبراير 1828 في بوسطن في الولايات المتحدة، وتوفي في 16 مارس 1903 في بروفيدنس في الولايات المتحدة. نشط حزبياً في الحزب الجمهوري. وقد انتخب عضو مجلس نواب ماساتشوستس ‏ وانتخب عضو مجلس النواب الأمريكي ‏.